# Condado de Leavenworth
O Condado de Leavenworth é um dos 105 condados do estado americano de Kansas. A sede do condado é Leavenworth, e sua maior cidade é Leavenworth. O condado possui uma área de 1 213 km² (dos quais 13 km² estão cobertos por água), uma população de 68 691 habitantes, e uma densidade populacional de 57 hab/km² (segundo o Censo dos Estados Unidos de 2000). O condado foi fundado em 25 de agosto de 1855.